# Aeropuerto Internacional La Araucanía
El Aeropuerto Internacional La Araucanía, también conocido como Aeropuerto La Araucanía y como Aeropuerto de Temuco (IATA: ZCO, OACI: SCQP), es el principal aeropuerto de la región de La Araucanía, Chile. Está situado en la comuna de Freire, Provincia de Cautín, a 20 km al sur de Temuco.
Este aeropuerto es de carácter público. Cuenta con una plataforma de aeronaves con capacidad de albergar cuatro aviones (hasta del tipo Boeing 767 o Airbus A330), una terminal de pasajeros de 5000 metros cuadrados y tres mangas de embarque. Su categoría OACI es 4D.

## Puesta en servicio
A través de un NOTAM emitido el 18 de julio de 2014, Dirección General de Aeronáutica Civil autorizó el inicio de operaciones del nuevo aeropuerto a partir del martes 29 de julio de 2014 la cual se llevó a cabo y se concretó con el aterrizaje del primer avión comercial de la aerolínea Sky Airline seguido por un Airbus A320 de LAN.

## Vuelos internacionales
Con motivo de la realización de la Copa América en Chile durante junio y julio de 2015, el Aeropuerto Internacional La Araucanía hizo su estreno en vuelos internacionales el 10 de junio de 2015, después de once meses de entrada en funcionamiento del aeropuerto. El vuelo LA1360, que correspondió a un A320 de la aerolínea LAN Airlines procedente de Lima, aterrizó en la pista del aeropuerto a las 14:55, trayendo a la delegación de la selección peruana de fútbol. Dos días más tarde, aterrizó un Boeing 737 de la aerolínea Gol Linhas Aéreas procedente de Porto Alegre con la selección brasileña de fútbol a bordo, siendo la primera, la aerolínea extranjera en aterrizar en el Aeropuerto Internacional La Araucanía.
Para los vuelos internacionales, el aeropuerto cuenta con una manga especial (manga número 1), que tiene dos de migración trabajadas por PDI, un control SAG, una cinta de equipaje.
Con esto, algunas autoridades de la zona solicitaron a las aerolíneas que realicen vuelos regulares desde este aeropuerto hacia la ciudad argentina de Neuquén.

## Infraestructura y diseño
La infraestructura del terminal aéreo fue construida en estilo moderno e ideada pensando en incorporar elementos de la naturaleza de su entorno más próximo, como la vegetación y la protección de la alta pluviosidad de la zona en otoño-invierno; además de añadir elementos decorativos del arte ancestral del pueblo mapuche, dándole un sentido de identidad cultural regional. El revestimiento está hecho de acero y en su interior se encuentran cuatro filas de pilares de concreto paralelos entre sí, que simulan troncos de árboles como los del bosque nativo que se encuentra en su exterior más próximo. Frente a la entrada principal del aeropuerto se encuentra una fuente de agua de forma rectangular, que representa la hidrografía regional, con bancas de concreto a su alrededor y donde también se ubican los estacionamientos para vehículos particulares por ambos costados.

## Galería

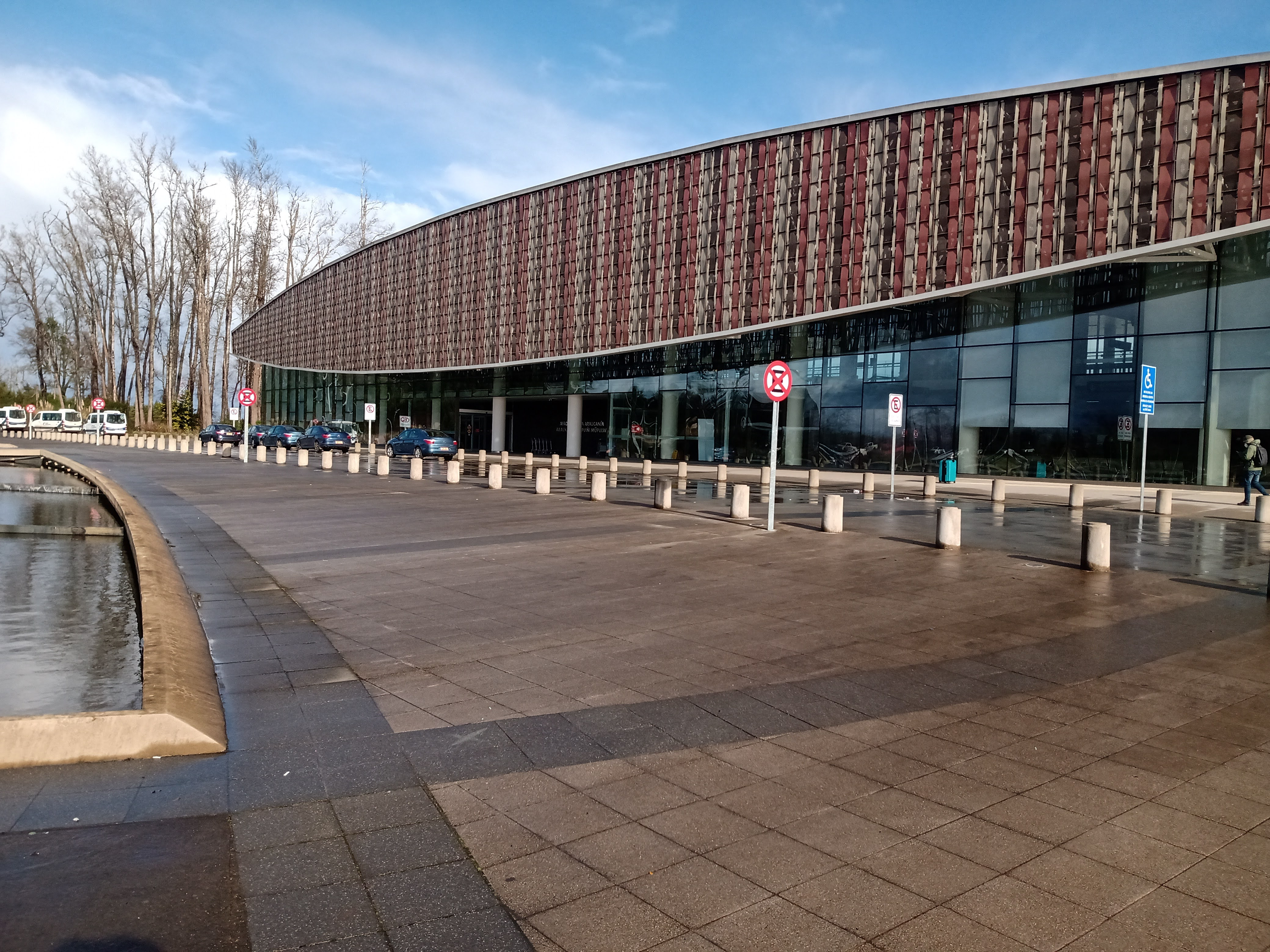
Vista lateral del frontis del terminal aéreo
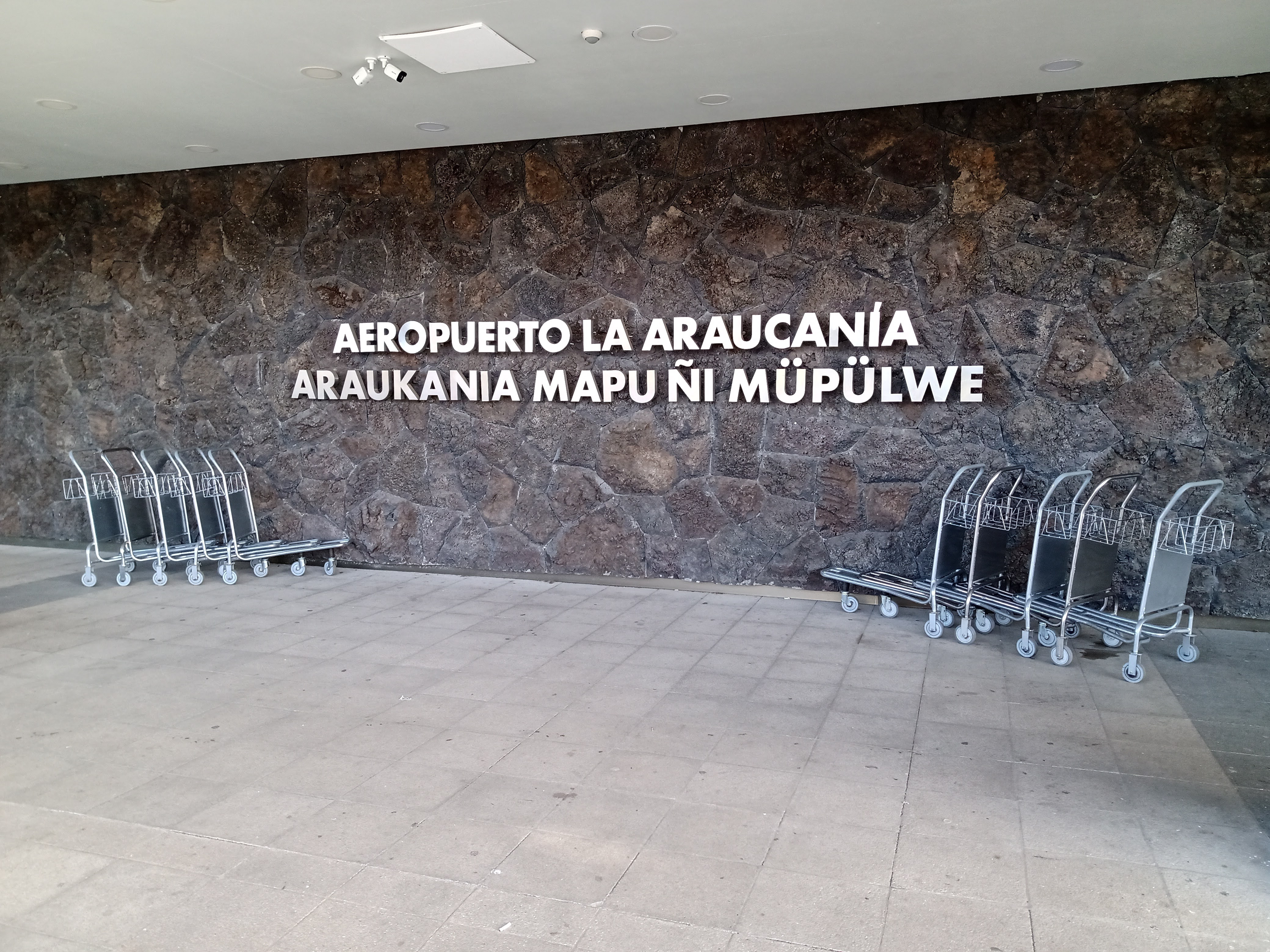
Acceso principal al aeropuerto con letrero bilingüe en español e idioma mapuche
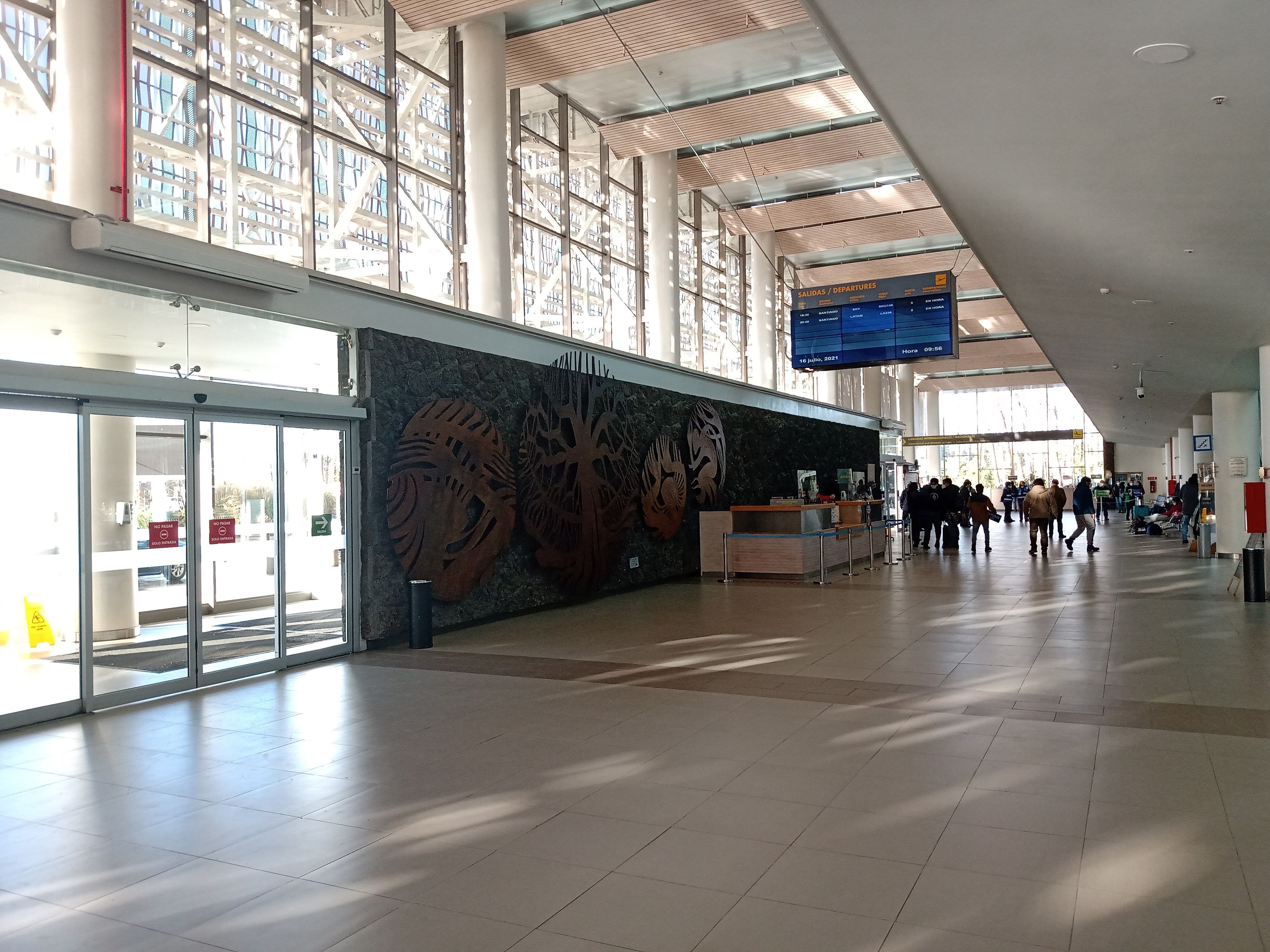
Interior del hall principal del aeropuerto
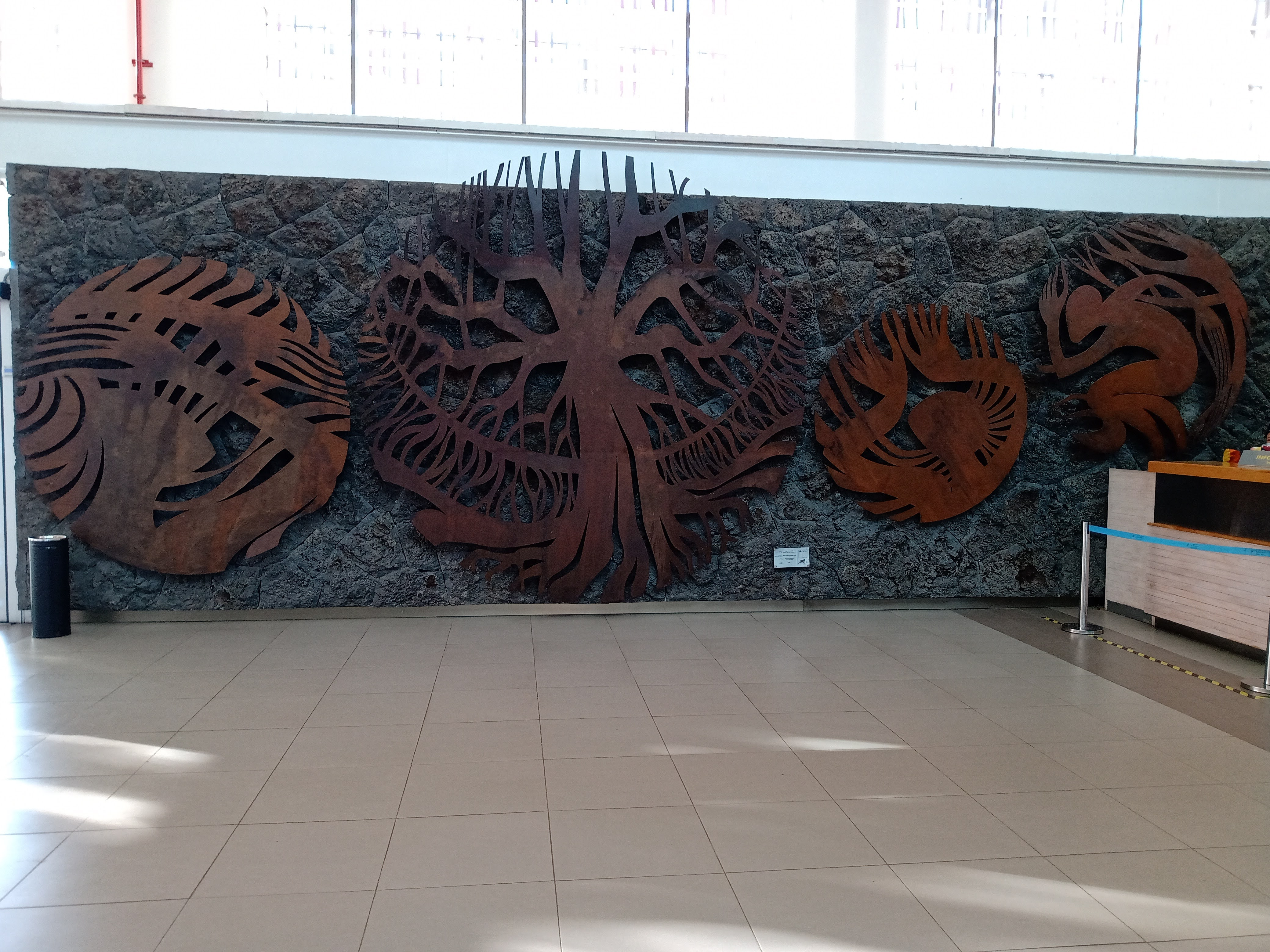
Elementos decorativos al interior del recinto
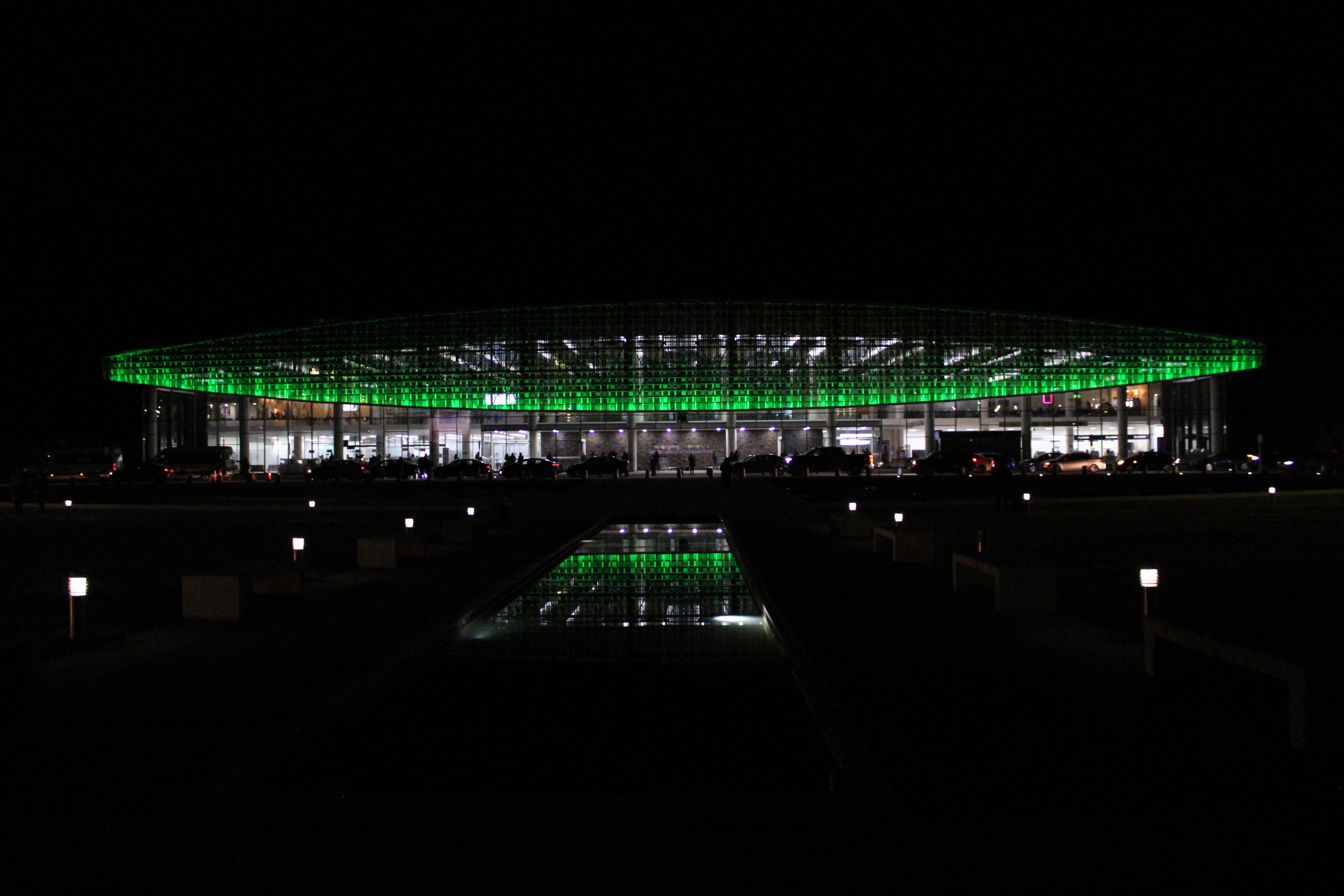
Vista frontal de la terminal.

## Aerolíneas y destinos

### Destinos nacionales
| Ciudad            | Nombre del aeropuerto                          | Aerolíneas                       |
| ----------------- | ---------------------------------------------- | -------------------------------- |
| Santiago de Chile | Aeropuerto Internacional Arturo Merino Benítez | JetSmart LATAM Chile Sky Airline |
| Balmaceda         | Aeropuerto Balmaceda                           | JetSmart                         |

### Estadísticas
| Lugar | Ciudad            | Pasajeros | Cambio | Aerolíneas                   |
| ----- | ----------------- | --------- | ------ | ---------------------------- |
| 1     | Santiago de Chile | 351.157   | 11,1%  | LATAM, Sky Airline, JetSmart |
| 2     | Balmaceda         | 11.368    | 28,1%  | JetSmart                     |